# 弗呂巴赫河 (丁嫩河支流)
47°19′8.4″N 7°47′47.4″E / 47.319000°N 7.796500°E

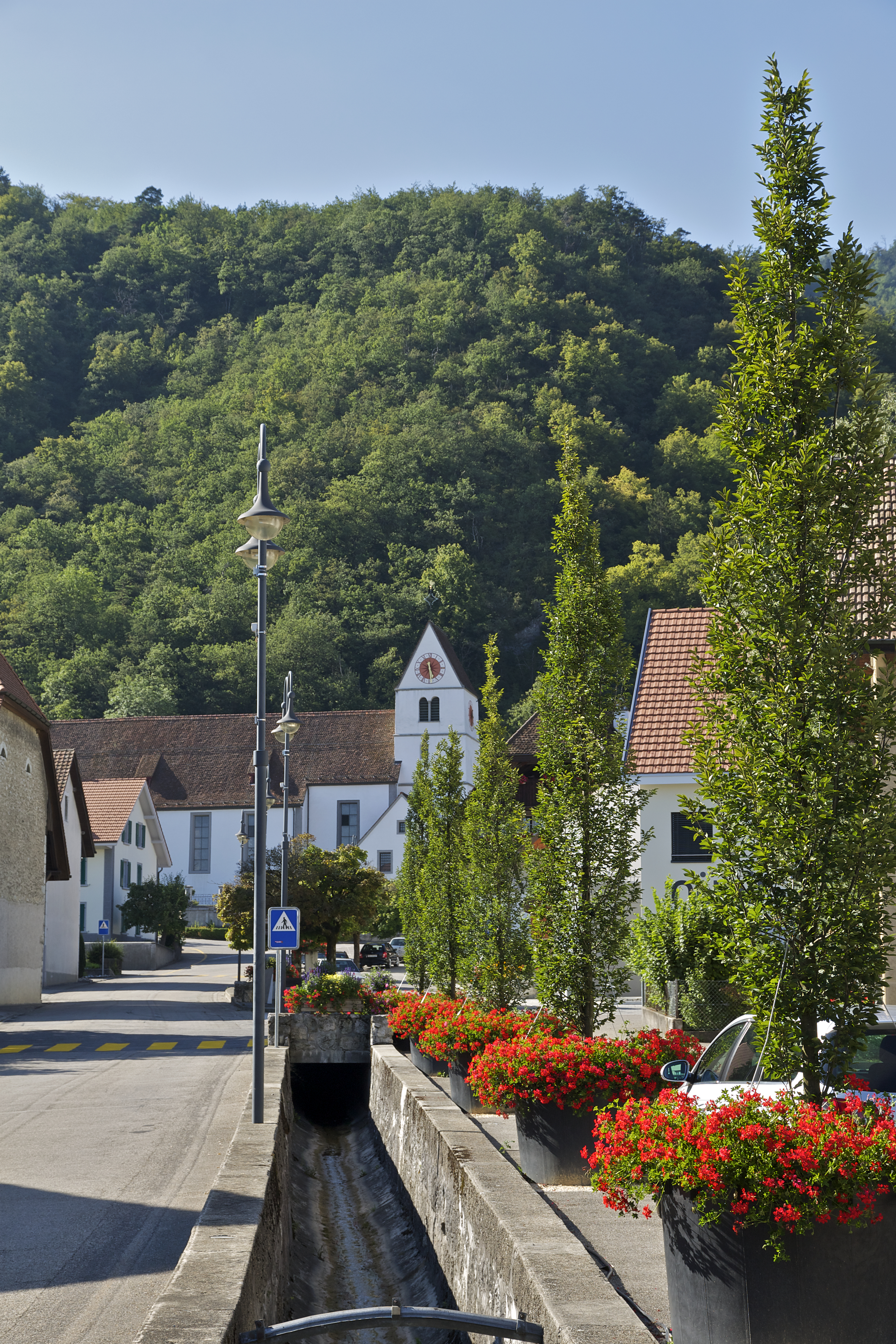

弗呂巴赫河是瑞士的河流，位於該國北部，流經索洛圖恩州，該河流屬於丁嫩河的左支流，河道全長1.3公里，河畔城鎮有埃格金根。